# Tony Meehan

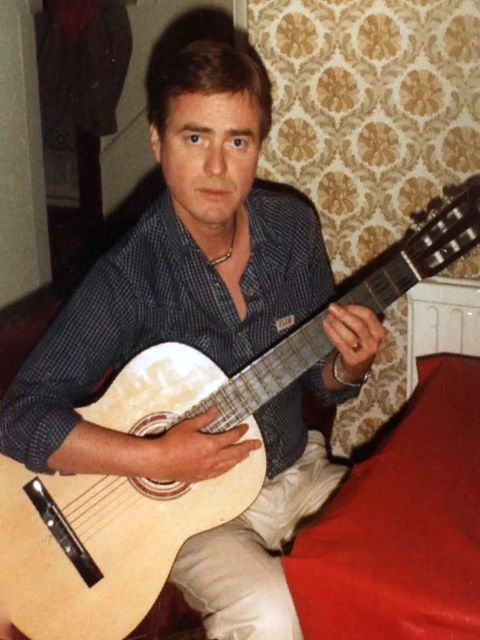
Tony Meehan

Daniel Joseph Anthony "Tony" Meehan, född 2 mars 1943 i Hampstead, London, död 28 november 2005 i Paddington, London, var en brittisk musiker och trumslagare, som var en av grundarna av The Shadows, men lämnade dem tillsammans med Jet Harris för att de skulle spela in skivor tillsammans, och de fick två hits med Diamonds och Scarlett O'Hara.
Tony Meehan var ljudtekniker när  The Beatles den 1 januari 1962 gjorde en provinspelning för skivbolaget Decca med Mike Smith som producent.